# هوایین چیفتن
هوایین چیفتن (به انگلیسی: Hawaiian Chieftain) یک کشتی است که طول آن ۱۰۳ فوت (۳۱ متر) و ارتفاع آن ۷۵ فوت (۲۳ متر) می‌باشد. این کشتی در سال ۱۹۸۸ ساخته شد.